# Слесаревич, Сергей Васильевич
Сергей Васильевич Слесаревич (18 сентября [1 октября] 1915 — 4 марта 1981) — инженер-кораблестроитель, заместитель главного инженера — главный технолог «Северного машиностроительного предприятия», Герой Социалистического Труда, лауреат Государственной премии СССР, Почётный гражданин Северодвинска.

## Биография
Сергей Васильевич Слесаревич родился 18 сентября (1 октября) 1915 года в городе Стародуб Черниговской губернии (ныне Брянской области) в семье служащего.
В 1915 году у Сергея умер отец, в 1921 году — умерла мать. Воспитывался в детском доме, а с 1922 года в семье сестры его матери.
В 1927 году переехал в Ленинград. Учился в трудовой школе и в школе фабрично-заводского ученичества. Работал слесарем на заводе «Судомех». Работу на предприятии совмещал с учёбой на вечернем рабочем факультете.
В 1935 году поступил в Ленинградский кораблестроительный институт.
В 1941 году, после окончания института, был назначен на завод № 402 (ныне — ОАО «Производственное объединение „Северное машиностроительное предприятие“») в город Молотовск Архангельской области помощником мастера в корпусном цехе. В годы Великой Отечественной войны был назначен руководителем технологического бюро завода. Принимал участие в строительстве «больших охотников» и эсминцев.

Памятная доска в Северодвинске

С 1952 года С. В. Слесаревич возглавлял технологическую службу предприятия, в 1954 году был назначен заместителем главного инженера по подготовке производства и осуществлял руководство всеми технологическими службами предприятия, в том числе сварочным и металлургическим бюро. Принимал непосредственное участие в строительстве атомных подводных лодок первого поколения, которые резко отличались от предыдущих кораблей конструктивными особенностями, новизной материала, механизмов и аппаратуры.
В 1960 году все технологические подразделения предприятия были объединены в отдел главного технолога, который возглавил С. В. Слесаревич. В 1960—1974 годах участвовал в строительстве второго и третьего поколений атомных подводных лодок.
4 ноября 1969 года Постановлением ЦК КПСС и Совета Министров СССР за разработку и внедрение проекта комплексно-механизированного сборочно-сварочного цеха С. В. Слесаревич (в составе коллектива) был удостоен Государственной премии СССР.
4 декабря 1974 года Указом Президиума Верховного Совета СССР от за выдающиеся заслуги в освоении и производстве новой техники, в создании головной атомной подводной лодки проекта 667Б с межконтинентальными баллистическими ракетами на борту, главному технологу «Северного машиностроительного предприятия» Слесаревичу Сергею Васильевичу было присвоено звание Героя Социалистического Труда с вручением ордена Ленина и золотой медали «Серп и Молот».
Скончался Сергей Васильевич Слесаревич 4 марта 1981 года. Похоронен на Южном кладбище в Санкт-Петербурге.

## Награды
- Герой Социалистического Труда (1974);
- Два ордена Ленина (1963, 1974);
- Орден Октябрьской Революции (1971);
- Орден Трудового Красного Знамени (1959);
- Медали «За боевые заслуги», «За трудовую доблесть» и «За трудовое отличие» и другие.

## Память
- 6 августа 1981 года на Севмашпредприятии был введён в эксплуатацию двухвинтовой буксир-кантовщик «Сергей Слесаревич», построенный на Гороховецком судостроительном заводе во Владимирской области[1]
- 21 декабря 2001 года в Северодвинске на доме, в котором жил С. В. Слесаревич, установлена мемориальная доска[2].

## Семья
- Жена — Софья Алексеевна Слесаревич, врач-педиатр.